# Heteropoda luwuensis
Heteropoda luwuensis là một loài nhện trong họ Sparassidae.
Loài này thuộc chi Heteropoda. Heteropoda luwuensis được Anna Maria Sibylla Merian miêu tả năm 1911.